# Kontraši
Kontraši (špa. Contras) su pripadnici pobunjeničkih skupina koji su bili aktivni u Nikaragvi od 1979. do ranih 1990-ih. 
Oni su bili protiv sandinističke hunte u Nikaragvi. Među pripadnicima pobunjeničkih skupina, izdvajala se Nikaragvanska demokratska snaga (FDN) kao daleko najveća. Godine 1987., gotovo sve kontraške organizacije ujedinjene su barem nominalno, u nikaragvanski pokret otpora.
Od rane faze, pobunjenici su primali financijsku i vojnu potporu američke vlade. Predsjednik Ronald Reagan ih je podržavao. Nakon što je Kongres SAD-a zabranio potporu Kontrašima, Reaganova administracija potajno im je slala novac od dobiti koju su stekli nakon prodaje oružja Iranu. Te tajne aktivnosti postala su poznata kao afera Iran-Kontraši.
Kontraši su izveli preko 1300 terorističkih akcija i mnogo puta prekršili ljudska prava.